# Gerhard Dietze
Gerhard Dietze (* 20. Juni 1932; † 15. Mai 2018) war ein deutscher Badmintonspieler. 

## Karriere
Seine größten sportlichen Erfolge gelangen ihm schon über dreißigjährig mit dem Oberliga-Team von Aktivist Tröbitz. Sowohl 1965 als auch 1967 wurde er mit der Mannschaft DDR-Meister im Badminton. Bei den DDR-Seniorenmeisterschaften erkämpfte er sich eine weitere Goldmedaille gemeinsam mit Helfried Wunderlich im Herrendoppel. Der Meistertitel wird ergänzt vom Gewinn von zwei Silbermedaillen im Jahr vor und nach dem Titelgewinn, ebenfalls in derselben Disziplin. 
Gerhard Dietze lebte in Tröbitz.

## Sportliche Erfolge
| Saison    | Veranstaltung                 | Disziplin    | Platz | Name |
| --------- | ----------------------------- | ------------ | ----- | --- |
| 1964/1965 | DDR-Mannschaftsmeisterschaft  | Mannschaft   | 1     | Aktivist Tröbitz (Gottfried Seemann, Gerolf Seemann, Erich Wilde, Klaus Katzor, Heinz Glormus, Gerhard Dietze, Peter Schurig, Gotthard Girke, Marlies Bissendorf, Gitta Rost, Annemarie Fritzsche, Rita Gerschner) |
| 1965/1966 | DDR-Seniorenmeisterschaft AKI | Herrendoppel | 2     | Helfried Wunderlich / Gerhard Dietze (Aktivist Tröbitz) |
| 1966/1967 | DDR-Mannschaftsmeisterschaft  | Mannschaft   | 1     | Aktivist Tröbitz (Gottfried Seemann, Joachim Schimpke, Erich Wilde, Klaus-Peter Färber, Klaus Katzor, Harry Deinert, Helfried Wunderlich, Gerhard Dietze, Ruth Mertzig, Rita Gerschner, Annemarie Fritzsche)       |
| 1967/1968 | DDR-Seniorenmeisterschaft AKI | Herrendoppel | 1     | Helfried Wunderlich / Gerhard Dietze (Aktivist Tröbitz) |
| 1968/1969 | DDR-Seniorenmeisterschaft AKI | Herrendoppel | 2     | Helfried Wunderlich / Gerhard Dietze (Aktivist Tröbitz) |